# Abronia moreletii
El Dragoncito alicante de Morelet (Abronia moreletii), también conocido como lagarto escorpión de Morelet o lagarto caimán de morelet, es una especie de lagarto escamoso ánguido del género Abronia endémico de Centroamérica. Fue descrito por primera vez por el zoológo y ilustrador francés Marie Firmin Bocourt en 1872.

## Sinonimia
La sinonimia específica con el género Mesaspis se debe a que este es un grupo parafilético con Abronia según un estudio filogenético en 2020, por lo que uno de los autores, Gutiérrez Rodríguez sugirió que el género Mesaspis (incluido M. moreletii) es en realidad sinónimo del  género Abronia, aunque usaron el género Mesaspis en todo su artículo.

## Etimología
El epíteto específico de A. moreletii es en referencia al zoológo francés Pierre Marie Arthur Morelet.
El nombre de la subespecie de A. m. rafaeli es en referencia al herpetólogo, y ornitólogo mexicano Rafael Martín del Campo.
El nombre de la subespecie de A. m. salvadorensis es en referencia al país de distribución, El Salvador.

## Subespecies
La validez de algunas subespecies ha sido cuestionada debido a la variación morfológica. Abronia moreletii fulvus no aparece en la lista de Campbell 1989 para Guatemala. Solano-Zavaleta & Nieto-Montes de Oca en 2017 sugirieron sinonimizar a Abronia moreletii fulvus con Abronia moreletii moreletii, dado que Abronia moreletii fulvus está agrupado junto a Abronia moreletii moreletii en una filogenia molecular.
Las subespecies son las siguientes:
- Abronia moreletii moreletii (Bocourt, 1872)
- Abronia moreletii rafaeli (Hartweg & Tihen, 1946)
- Abronia moreletii salvadorensis (Schmidt, 1928)
- Abronia moreletii temporalis (Hartweg & Tihen, 1946)

## Descripción

### Abronia moreletii temporalis
Estas son algunas características generales y los patrones de escamas en Abronia moreletii temporalis basado en el holotipo macho y paratipos recolectados en Chiapas, cerca de Ciudad de las Casas (11-16 km).
Subespecie estrechamente relacionada con  A.moreletii y A. m. rafaeli; se diferencia de la primera por:
- prefrontales posteriores

- contacto frecuente del temporal anterior-inferior con las dos secundarias inferiores

- contacto frecuente del loreal posterior con los supralabiales.

Difiere de la segunda por:
- posnasales en contacto mutuo

- temporal anterior más bajo frecuentemente en contacto con las dos secundarias más bajas.

### Abronia moreletii rafaeli
Estas son algunas características generales y los patrones de escamas en Abronia moreletii rafaeli basado en el holotipo hembra joven y paratipos recolectados en el sur de Chiapas.
Subespecie estrechamente relacionada con  A. moreletii y A. m. temporalis; similar a la primera pero difiere de ella por:
- posnasales superior e inferior separadas entre sí por una proyección del loreal anterior, que entra en contacto con la nasal

- loreal posterior en contacto con los labiales

- prefrontales posteriores presentes

- ligera marca en forma de V en postmentales endistinto.

Patrones de coloración:
- Coloración marrón olivo oscuro, con una franja medio-dorsal más oscura interrumpida
- banda dorsal bordeada lateralmente por una línea marrón oscuro interrumpida
- muchas escamas ventrolaterales a esta línea con una mancha marrón oscura frecuentemente acompañada de una mancha blanquecina en las mismas escamas
- una ligera tendencia hacia bandas transversales en escamas tan marcadas.
- una línea blanquecina más o menos oscura desde el preocular a través de los suboculares en los supralabiales posteriores y la parte inferiorde los temporales.
- vientre gris oscuro, algo más oscuro en la región posterior que en la media, manchado de negro a lo largo de los costados
- los jóvenes  tienen pequeñas manchas negras distintivas esparcidas sobre la superficie ventral.

## Hábitat

### Abronia moreletii temporalis
La elevación en dónde fueron recolectados las series tipo varió entre 2200 y 2400 m s. n. m.. El hábitat varía desde bosques con crecimientos densos y casi puros de roble hasta bosques de caducifolios mixtos con predominio del roble y rodales más o menos sólidos de pino. En el hábitat en el que se encontró al macho holotipo, ciertos lugares del suelo tenían una cubierta de hierba corta y seca rodeadas de agujas de pino (la punta de las hojas de un pino). El holotipo específicamente fue encontrado debajo de un tronco de pino caído.
En el hábitat del espécimen No. 94913 se encontraban hojas muertas de roble que cubrían el suelo hasta una profundidad de varias pulgadas; frecuentemente en tales áreas había matas de hierba dispersas de cinco a diez pulgadas de altura. Todos los especímenes fueron encontrados debajo de ramas caídas o troncos de árboles o arrastrándose por el suelo del bosque. Especies y subespecies como Bothrops godmani, Adelphicos veraepacis nigrilatus, Anolis crassulus y una especie de Sceloporus y Leiolopisma ocupaban el mismo hábitat general.